# MV Arctic
MV Arctic je ledolomilec, zgrajen leta 1978 v Kanadi.
Prvotno je bil zagrajen za transport rude in nafte, a je bil dovolj trden, da je lahko preplul Severno Ledeno morje.